# Caso DeBoer contra Snyder
DeBoer v. Snyder é uma ação judicial movida por April DeBoer e Jayne Rowse em 23 de janeiro de 2012, no Tribunal Distrital dos Estados Unidos para o Distrito Leste de Michigan. O processo questionava a proibição da adoção por casais do mesmo sexo em Michigan, buscando a possibilidade de adoção conjunta dos filhos do casal. Em agosto de 2012, o juiz Bernard Friedman [en] sugeriu que as autoras alterassem sua ação para contestar a proibição estadual do casamento entre pessoas do mesmo sexo, considerando-a a "questão subjacente" ao caso.
Após uma audiência realizada em 16 de outubro de 2013, Friedman agendou o julgamento, que ocorreu de 25 de fevereiro a 7 de março de 2014. Em 21 de março de 2014, o juiz emitiu sua decisão, anulando a proibição do estado. No entanto, em 22 de março, o Tribunal de Apelações dos Estados Unidos para o Sexto Circuito [en] suspendeu temporariamente a decisão de Friedman. A apelação foi discutida em 6 de agosto de 2014, e, em 6 de novembro de 2014, o Sexto Circuito reverteu a decisão do juiz Friedman, mantendo a proibição do casamento entre pessoas do mesmo sexo em Michigan.
A decisão foi então recorrida à Suprema Corte dos Estados Unidos, que, em 16 de janeiro de 2015, consolidou este caso com outros três e aceitou analisá-lo. Os argumentos orais ocorreram em 28 de abril de 2015, e, em 26 de junho de 2015, a Suprema Corte derrubou a proibição do casamento entre pessoas do mesmo sexo no estado.

## Histórico
Em 23 de janeiro de 2012, um casal de lésbicas entrou com uma ação judicial no Tribunal Distrital dos Estados Unidos para o Distrito Leste de Michigan, representando a si mesmas e três crianças. Elas contestavam a proibição do estado de adoção por casais do mesmo sexo, com o objetivo de permitir a adoção conjunta de seus filhos. O casal era formado por April DeBoer e Jayne Rowse, ambas enfermeiras. Uma delas tinha um filho adotivo, enquanto a outra tinha duas filhas adotivas, todas com necessidades especiais. Na época da ação, a legislação de Michigan restringia a adoção por segundo pai a casais casados e não reconhecia nem autorizava o casamento entre pessoas do mesmo sexo.
Em agosto de 2012, o juiz Bernard A. Friedman sugeriu que o casal alterasse sua ação para contestar a proibição estadual ao casamento entre pessoas do mesmo sexo, considerando-a a “questão subjacente” ao caso. O casal atendeu à sugestão e, em 7 de setembro de 2012, modificou a ação. Além dos réus originais — o governador e o procurador-geral de Michigan — foi incluído o secretário do condado de Oakland.
Os autores da ação foram inicialmente representados pelos advogados particulares Dana Nessel [en], Carole Stanyar e Kenneth M. Mogill, em conjunto com Robert A. Sedler, renomado professor de direito da Universidade Estadual de Wayne e experiente litigante em casos de direitos civis. Em janeiro de 2014, os advogados da American Civil Liberties Union (ACLU) e da Gay & Lesbian Advocates & Defenders [en] (GLAD) se juntaram à equipe de defesa.

## Audiência e julgamento
Em 7 de março de 2013, após ouvir os argumentos no caso, o juiz Bernard A. Friedman anunciou que adiaria sua decisão até o resultado de dois casos sobre casamento entre pessoas do mesmo sexo que estavam sendo analisados pela Suprema Corte dos Estados Unidos: United States v. Windsor e  Hollingsworth v. Perry. Grupos nacionais de defesa da comunidade LGBT recomendaram o adiamento da decisão.
Em 1º de julho de 2013, citando a recente decisão da Suprema Corte no caso United States v. Windsor, Friedman negou a moção das autoridades estaduais para rejeitar a ação. O juiz ouviu os argumentos sobre as moções no caso em 16 de outubro de 2013 e declarou que não poderia decidir com base apenas nos argumentos apresentados. Ele afirmou: “Estou no meio. Tenho que decidir isso como uma questão de lei. É o que pretendo fazer”. Durante a audiência, a advogada de uma das rés, Lisa Brown, escrivã do condado de Oakland, expressou que estava ansiosa para emitir licenças de casamento para casais do mesmo sexo assim que a legislação permitisse.
Ao final da audiência, Friedman agendou o julgamento para começar em 25 de fevereiro de 2014. Em 3 de janeiro de 2014, ele concordou em dividir o julgamento em duas fases, reservando para uma segunda fase, se necessário, toda a discussão sobre o nível de escrutínio apropriado para a negação, por parte de Michigan, dos direitos de adoção e casamento para casais do mesmo sexo.

### Testemunhas dos autores da ação
Os autores convocaram testemunhas de 25 de fevereiro de 2014 a 28 de fevereiro de 2014.

#### Dr. David Brodzinsky
Psicólogo na região da Baía de São Francisco, especializado em questões psicológicas relacionadas à paternidade e adoção por casais gays e lésbicas, adoção e assistência social, estresse e enfrentamento em crianças, vida familiar não tradicional, questões de custódia de crianças e desenvolvimento cognitivo infantil. Ele foi um dos diretores fundadores do Evan B. Donaldson Adoption Institute em Nova York e atualmente ocupa o cargo de Diretor de Pesquisa do escritório do instituto na Costa Oeste.
Brodzinsky testemunhou em vários casos importantes, incluindo o caso de adoção contestada de Baby M em Nova Jersey, o caso do bebê Jessica, o caso de adoção e custódia contestada envolvendo Woody Allen e Mia Farrow em Nova York, e o caso Baehr v. Miike [en]. Em 25 de fevereiro de 2014, ele declarou que não há "diferenças perceptíveis" entre crianças criadas por casais do mesmo sexo e aquelas criadas por casais heterossexuais. Durante o interrogatório do procurador-geral adjunto de Michigan, Joseph Potchen, Brodzinsky reconheceu que os estudos sobre a estabilidade de casais do mesmo sexo apresentam resultados variados, com alguns indicando uma taxa de separação mais alta entre casais do mesmo sexo.

#### Dra. Nancy Cott
Professora de história americana na Universidade Harvard, especializada na história do gênero e da sexualidade, com uma pesquisa de longa data sobre os papéis de gênero e as tendências do casamento. Ela testemunhou a favor dos autores dos processos United States v. Windsor e Hollingsworth v. Perry. Cott apresentou vários exemplos de práticas discriminatórias envolvendo o casamento ao longo da história, que hoje são amplamente rejeitadas, como a proibição de casamentos inter-raciais, a perda de cidadania e propriedade por mulheres americanas que se casavam com estrangeiros e a falta de reconhecimento dos casamentos de nativos americanos e japoneses pelo governo dos EUA.
Em 28 de fevereiro de 2014, Cott afirmou que “a tendência está se movendo em direção a casamentos com neutralidade de gênero/igualdade de gênero, e essa tendência está se expandindo para incluir casamentos entre pessoas do mesmo sexo”. Ela também declarou que “a Emenda do Casamento de Michigan impede que essa tendência continue”. Ao explicar a evolução do casamento, Cott mencionou a proibição de 300 anos do casamento inter-racial, que foi derrubada pela Suprema Corte dos EUA no caso Loving v. Virginia em 1967. Cott afirmou que o casamento é um “contrato civil” que só pode ser legalmente sancionado por legislaturas e tribunais.
Sobre as objeções religiosas ao casamento entre pessoas do mesmo sexo, Cott esclareceu que as autoridades religiosas não têm legitimidade legal sobre os casamentos, embora tenham permissão para realizar cerimônias de casamento. Ela também destacou que nunca houve leis nos Estados Unidos que tornassem a procriação um requisito para o casamento, refutando um argumento frequentemente utilizado pelos opositores do casamento entre pessoas do mesmo sexo. Sob interrogatório da procuradora do estado Michelle Brya, Cott reconheceu que o estado de Michigan tem interesse no casamento entre um homem e uma mulher para fins populacionais e, em alguns casos, por razões econômicas. No entanto, ela afirmou não acreditar que esses motivos devam impedir o casamento legal de casais do mesmo sexo.

#### Dr. Gary Gates
Atua como Williams Distinguished Scholar no Instituto Williams da Faculdade de Direito da UCLA [en]. Sua pesquisa de doutorado incluiu o primeiro estudo significativo utilizando dados do Censo dos Estados Unidos para explorar as características de casais do mesmo sexo. O Dr. Gates tem sido testemunha especializada em vários casos envolvendo questões LGBT. Ele escreveu um resumo em apoio aos demandantes no caso United States v. Windsor e também testemunhou perante o Comitê de Serviços Armados da Câmara dos Estados Unidos [en] sobre a revogação da lei "Don't Ask, Don't Tell", além de ter se apresentado perante o Senado dos Estados Unidos sobre a inclusão de questões LGBT nas reformas da lei federal de imigração.
Em 27 de fevereiro de 2014, Gates testemunhou que 8,3 milhões de pessoas nos Estados Unidos se identificam como LGBT, incluindo 287.000 residentes de Michigan. Ele observou que esse número está crescendo, especialmente entre indivíduos com menos de 30 anos. Além disso, ele citou pesquisas que revelaram que 43% dos americanos “não veem nada de errado” com relacionamentos entre pessoas do mesmo sexo, em comparação com apenas 13% em 1990.

#### Dr. Michael Rosenfeld
Professor associado de sociologia na Universidade Stanford e demógrafo social, especializado em raça, etnia, estrutura familiar, o efeito da família sobre as crianças e a história da família. O Dr. Rosenfeld analisou o estudo apresentado pela testemunha de defesa Regnerus, sendo que parte do trabalho da testemunha de defesa Allen é baseada na pesquisa de Rosenfeld, que foi realizada com dados do Censo dos Estados Unidos. Em 26 de fevereiro de 2014, Rosenfeld testemunhou que “não há base” para acreditar que as crianças se desenvolvem melhor em um lar formado por um homem e uma mulher. Resumindo as pesquisas na área, ele afirmou que “está claro que ser criado por pais do mesmo sexo não é uma desvantagem para as crianças”. Durante o interrogatório, a procuradora-geral adjunta Kristin Heyse sugeriu que seria racional que os eleitores tivessem aprovado a proibição do casamento entre pessoas do mesmo sexo há quase 10 anos, considerando que o casamento entre pessoas do mesmo sexo nos EUA estava apenas começando. Heyse também questionou o método de pesquisa de Rosenfeld, particularmente em relação ao tamanho da amostra utilizada.

#### Dr. Vivek Sankaran
Professor clínico de direito na Universidade de Michigan, atuando na Child Advocacy Law Clinic, e diretor do Detroit Center for Family Advocacy. O Dr. Sankaran tem litigado em diversos casos perante a Suprema Corte de Michigan [en] em defesa dos direitos dos pais. Ele foi nomeado pelo governador Rick Snyder para o Conselho de Prevenção de Abuso Infantil. Em 26 de fevereiro de 2014, Sankaran testemunhou que mais crianças seriam adotadas se os casais do mesmo sexo tivessem os mesmos direitos de adoção conjunta que os casais heterossexuais casados. Ele destacou que cerca de 14.000 crianças no sistema de adoção de Michigan precisam de lares, e permitir a adoção conjunta por casais do mesmo sexo expandiria o número de pais em potencial para essas crianças, incluindo aproximadamente 3.500 órfãos. Sankaran também explicou que, se um dos membros de um casal do mesmo sexo adotar uma criança como solteiro — o que é permitido pelo estado — o outro não teria direitos legais sobre a criança se o primeiro genitor falecer ou ficar incapacitado.
Dr. George Chauncey, professor de história e estudos americanos na Universidade de Yale e codiretor da Iniciativa de Pesquisa de Yale sobre a História das Sexualidades, já havia testemunhado no caso LGBT Hollingsworth v. Perry. Embora tenha sido convocado para testemunhar, ele precisou cancelar sua participação, mas apresentou um depoimento por escrito.

### Testemunhas da defesa
A defesa convocou testemunhas de 3 de março de 2014 a 6 de março de 2014.

#### Douglas W. Allen
Economista da Universidade de Simon Fraser em Vancouver, Colúmbia Britânica, que estabelece vínculos entre a criação de filhos por pais do mesmo sexo e a instabilidade na infância, analisando casais de lares instáveis e comparando-os com aqueles que foram criados de forma consistente por dois pais heterossexuais. Ele compara casais em lares instáveis com aqueles que foram criados de forma consistente por dois pais heterossexuais. Allen reexamina um estudo de 2010 de Michael Rosenfeld — que testemunhou a favor dos autores da ação — acrescentando casos atípicos. “Reexaminamos o estudo de Rosenfeld (2010) sobre a associação entre os resultados das crianças e a estrutura familiar do mesmo sexo. Usando o mesmo conjunto de dados, replicamos e generalizamos as descobertas de Rosenfeld e mostramos que as implicações de seu estudo são diferentes quando usamos grupos de comparação alternativos ou restrições de amostra alternativas”, afirmou.
No resumo de seu relatório, Allen aponta que, em comparação com as famílias casadas tradicionais, as crianças criadas por casais do mesmo sexo têm 35% menos probabilidade de progredir normalmente na escola, e essa diferença é estatisticamente significativa no nível de 1%. Allen assinou uma petição de amicus com Price e Regnerus, pedindo à Suprema Corte que defendesse a Proposição 8 da Califórnia. Como a última testemunha da defesa, ele afirmou em 6 de março de 2014 que o estado “deveria ser muito cauteloso ao fazer uma mudança tão fundamental em uma instituição tão essencial quando não há evidências conclusivas sobre os resultados para as crianças”.
Allen argumentou que, embora organizações de psicologia e sociologia dos EUA tenham expressado consenso de que os filhos de casais do mesmo sexo não apresentam desvantagens mensuráveis, os resultados conflitantes e os dados limitados indicam que não há certeza sobre o tema. Embora afirme que suas opiniões não sejam influenciadas por preconceitos, ele reconheceu que suas crenças religiosas o levam a considerar os atos homossexuais como algo que o destino espiritual de uma pessoa seria comprometido, acreditando que isso levaria à condenação.

#### Lisa Brown
Democrata que foi eleita secretária e registradora de escrituras do condado de Oakland, sendo réu no caso em questão desde 6 de novembro de 2012. Anteriormente, Brown foi membro da Câmara dos Deputados de Michigan, representando o 39º Distrito da Câmara Estadual, localizado no centro do Condado de Oakland, desde 2009. Apesar de ser réu, Brown testemunhou em 3 de março de 2014 a favor do casamento entre pessoas do mesmo sexo, afirmando que seu escritório estava preparado para emitir licenças de casamento entre pessoas do mesmo sexo.

#### Sherif Girgis
Autor do livro What is Marriage? Man and Woman: A Defense e candidato ao Ph.D. em filosofia na Universidade de Princeton, além de ser estudante de direito na Universidade Yale. Quando Girgis foi chamado para testemunhar em 3 de março de 2014, o juiz Friedman decidiu que ele não era um especialista qualificado para prestar testemunho no caso.

#### Loren Marks
Trabalha na Escola de Serviço Social da Universidade Estadual da Louisiana e sua pesquisa se concentra principalmente no papel da fé nas famílias. Ele é conhecido por suas críticas aos muitos estudos que analisam a paternidade entre pessoas do mesmo sexo. Ele sugere que a Associação Americana de Psicologia está equivocada ao citar pesquisas com menos de 100 participantes. Marks divulgou anteriormente seu estudo para ser incluído no caso Hollingsworth v. Perry e, embora estivesse programado para testemunhar a favor da Proposição 8 da Califórnia, não foi chamado.
Em 5 de março de 2014, Marks testemunhou no caso, criticando um estudo de 2005 da Associação Americana de Psicologia (APA) que concluiu não haver diferença nos resultados de crianças criadas por pais gays e lésbicas. Ele argumentou que os estudos utilizados pela APA para elaborar seu relatório não incluíam uma amostra suficiente de casais heterossexuais e que havia poucos pais gays representados. Durante o interrogatório da advogada Carole Stanyar, co-advogada da família DeBoer-Rowse, Marks admitiu que encontrar uma amostra grande o suficiente para estudar pais gays e lésbicas é como tentar encontrar uma "agulha em um palheiro". Também testemunhou, sob interrogatório, que “não é a favor da redefinição do casamento no momento”, mas que se considera "neutro" quanto à existência de diferenças nos resultados de crianças criadas por casais homossexuais.

#### Joseph Price
Professor de economia da Universidade Brigham Young que trabalhou com Allen. Price também realizou seu próprio estudo sobre o número de pessoas gays ou bissexuais. Este foi seu primeiro estudo focado em pais do mesmo sexo, embora suas pesquisas anteriores tenham abordado temas como alimentação saudável, a National Basketball Association, pornografia, casamento e o impacto da mídia nas famílias, entre outros projetos. Price assinou um documento amicus com Allen e Mark Regnerus, pedindo à Suprema Corte que defendesse a Proposição 8 da Califórnia.
Em 4 de março de 2014, Price testemunhou sobre seu estudo de 2012, que chegou a uma conclusão diferente da de Michael Rosenfeld, utilizando o mesmo conjunto de dados. Ele afirmou que seu estudo concluiu que as crianças criadas em lares com um pai e uma mãe casados têm 35% mais chances de “progredir normalmente na escola” do que as crianças criadas por pais do mesmo sexo.

#### Mark Regnerus
Professor associado de sociologia na Universidade do Texas em Austin (UT-Austin) e autor do “New Family Structures Study", que analisou crianças em lares estáveis e duradouros com dois pais em comparação com aquelas em lares menos estáveis. Uma auditoria interna realizada pela revista que publicou o estudo de Regnerus revelou falhas nas suas conclusões, e a Associação Sociológica Americana criticou seus resultados. Regnerus admitiu que o estudo não aborda especificamente a paternidade entre pessoas do mesmo sexo. Ele assinou uma petição de amicus com Douglas Allen e Joseph Price, pedindo à Suprema Corte que defendesse a Proposição 8 da Califórnia.
Em 3 de março de 2014, Regnerus testemunhou que ainda é muito cedo para os cientistas sociais tirarem conclusões definitivas sobre famílias chefiadas por casais do mesmo sexo. Ele afirmou: “Não estamos nem perto de dizer que há provas conclusivas de que as crianças com pais do mesmo sexo crescem sem diferenças quando comparadas às crianças com pais heterossexuais. Até que tenhamos mais evidências, devemos ser céticos. [...] É prudente que o estado mantenha sua definição de casamento entre um homem e uma mulher.” Após seu depoimento, Christine L. Williams, presidente do Departamento de Sociologia da UT-Austin, divulgou uma declaração dizendo que as opiniões de Regnerus "não refletem as opiniões do Departamento de Sociologia da Universidade do Texas em Austin" nem da American Sociological Association, que considera as conclusões de Regnerus sobre a paternidade gay falhas tanto conceitual quanto metodologicamente. Williams também afirmou que as conclusões de Regnerus foram mal interpretadas e utilizadas para diminuir os direitos civis e a legitimidade de famílias LGBTQ. A Faculdade de Artes Liberais da universidade também se distanciou das opiniões de Regnerus.

### Conclusão
O julgamento de nove dias foi encerrado em 7 de março, após Kenneth M. Mogill apresentar o resumo dos argumentos dos autores da ação e Kristin Heyse, assistente do procurador-geral, se manifestar em nome da defesa. O advogado Michael Pitt, representando o réu Lisa Brown, escrivão do condado, juntou-se à defesa, pedindo ao juiz Friedman que, caso a decisão fosse favorável aos autores da ação, a mesma fosse suspensa enquanto aguardava o recurso. O juiz Friedman informou que esperava emitir sua decisão dentro de duas semanas.

## Decisão
Em 21 de março, após as 17h EDT, o juiz Friedman decidiu a favor dos autores da ação, sem suspender a execução de sua decisão. Ao determinar que a Emenda do Casamento de Michigan violava a proteção igualitária, Friedman considerou desnecessário abordar a Cláusula do Devido Processo Legal ou adotar níveis de escrutínio superiores à revisão racional. Os réus estaduais argumentaram que a proibição do casamento entre pessoas do mesmo sexo promovia interesses legítimos do Estado, como fornecer um ambiente ideal para a criação de filhos, proceder com cautela antes de alterar a definição tradicional de casamento e defender a moralidade e a tradição.
Friedman escreveu que o primeiro interesse poderia ser logicamente usado para "exigir que apenas asiáticos ricos, educados, moradores de subúrbios e casados possam se casar, excluindo todos os outros casais heterossexuais". Ele também observou que um interesse em proceder com cautela poderia ser afirmado em qualquer contexto e que "qualquer privação de direitos constitucionais exige pronta retificação".

Em relação à moralidade, Friedman escreveu:
Muitos residentes de Michigan têm convicções religiosas cujos princípios (...) informam seus próprios pontos de vista sobre o casamento. No entanto, esses pontos de vista não podem privar outros cidadãos das garantias de proteção igual perante a lei. A mesma Constituição que protege o livre exercício da fé de uma pessoa ao decidir solenizar certos casamentos em vez de outros, é a mesma Constituição que impede o Estado de obrigar a adesão a uma religião estabelecida (...) ou de impor crenças morais ou religiosas privadas sem um propósito secular que as acompanhe.
Os réus estaduais citaram Windsor v. United States para sustentar que os estados ainda têm o poder exclusivo para definir o casamento. Friedman escreveu que Windsor “observou que esse poder deve respeitar os direitos constitucionais das pessoas”, citando Loving v. Virginia. Ele concluiu que Windsor e Loving “defendem a proposição de que, sem algum interesse legítimo primordial, o estado não pode usar sua autoridade sobre as relações domésticas para legislar sobre a inexistência de famílias.”
No momento em que a decisão foi proferida, a maioria dos escritórios dos condados do estado já havia fechado. O procurador-geral de Michigan, Schuette, anunciou que estava entrando com um pedido de emergência para suspender a decisão enquanto aguardava recurso. Os casamentos de casais do mesmo sexo começaram na manhã seguinte.

## Suspensão e apelação
DeBoer v. Snyder foi apelado ao Tribunal de Apelações dos EUA para o 6º Circuito em 21 de março de 2014. No dia seguinte, após a emissão de 323 licenças de casamento em quatro condados de Michigan, o tribunal de apelação suspendeu temporariamente a ordem do tribunal distrital que permitia o casamento entre pessoas do mesmo sexo até 26 de março. Após ouvir os argumentos em 25 de março, um painel do tribunal de apelação votou 2 a 1 para aprovar a moção do procurador-geral do estado, estendendo a suspensão indefinidamente até que os recursos fossem concluídos. O tribunal também decidiu acelerar o processo da apelação.
Em 6 de agosto, um painel de três juízes do Sexto Circuito ouviu a apelação, juntamente com casos semelhantes de outros estados: Kentucky (Bourke v. Beshear [en] e Love v. Beshear), Ohio (Henry v. Himes e Obergefell v. Himes) e Tennessee (Tanco v. Haslam [en]).

## Decisão do Tribunal de Apelações
Em 6 de novembro de 2014, o Sexto Circuito decidiu, por 2 a 1, que a proibição do casamento entre pessoas do mesmo sexo em Michigan não viola a Constituição. A decisão se baseou na ação da Suprema Corte dos EUA em 1972 no caso Baker v. Nelson, que rejeitou a reivindicação de casamento de um casal do mesmo sexo "por falta de uma questão federal substancial".
A decisão da maioria afirmou que o caso tratava de "mudança" e "como a melhor forma de lidar com ela, de acordo com a Constituição". Ela observou que a questão não era se, mas quando e como o casamento entre pessoas do mesmo sexo aconteceria. A decisão concluiu que o caso Baker ainda não havia sido explicitamente anulado e, até que a Suprema Corte se pronunciasse sobre o assunto em um caso futuro, não havia fundamentos legais para ignorá-lo ou considerá-lo obsoleto, pois o tribunal não poderia antecipar a posição da sociedade ou da Suprema Corte sobre a questão. Citando os casos Tully v. Griffin Inc. e Hicks, o tribunal afirmou que não cabia a ele desenvolver uma nova doutrina sem uma base em novas orientações da Suprema Corte. O tribunal também não poderia contrapor os precedentes das decisões anteriores sobre o tema.
A decisão também destacou que a rejeição de alguns recursos anteriores pela Suprema Corte não significava necessariamente que os recursos fossem infundados, e que tal inação não deveria ser interpretada como uma avaliação do mérito dos casos. O tribunal examinou as várias razões frequentemente apresentadas pelos Estados para restringir o casamento e a extensão das expressões relacionadas ao casamento, além de enfatizar a deferência devida ao poder legislativo de cada estado para abordar essas questões no seu próprio ritmo. Considerou também que apenas um ano havia se passado desde a legalização do casamento entre pessoas do mesmo sexo em algumas partes dos Estados Unidos, o que tornava prematuro tomar uma decisão sobre o tema.
O tribunal concluiu que "ao criar um status (casamento) e subsidiá-lo (com privilégios), os Estados criaram um incentivo para que duas pessoas que procriam juntas permaneçam juntas com o objetivo de criar filhos". Também descreveu a decisão da Suprema Corte em Windsor (2013) como uma questão de invasão da lei federal sobre a lei estadual, confirmando que a legislação federal não tinha autoridade para determinar como cada estado deveria tratar o casamento entre pessoas do mesmo sexo. Escrevendo para a maioria, o juiz Jeffrey Sutton rejeitou os argumentos apresentados pelos casais do mesmo sexo, afirmando: "Nenhuma das teorias dos autores, no entanto, defende a constitucionalização da definição de casamento e a remoção da questão de onde ela sempre esteve: nas mãos dos eleitores estaduais.”

### Opinião divergente
A juíza Martha Craig Daughtrey [en], que discordou da decisão, escreveu: “Como o resultado correto é tão claro, somos tentados a especular que a maioria tenha adotado propositalmente a posição contrária para criar uma divisão entre os circuitos em relação à legalidade do casamento entre pessoas do mesmo sexo, o que poderia levar à concessão de certiorari pela Suprema Corte e, eventualmente, ao fim da incerteza sobre o status jurídico e do caos interestadual que a atual discrepância nas leis estaduais ameaça gerar”.

## Suprema Corte dos EUA

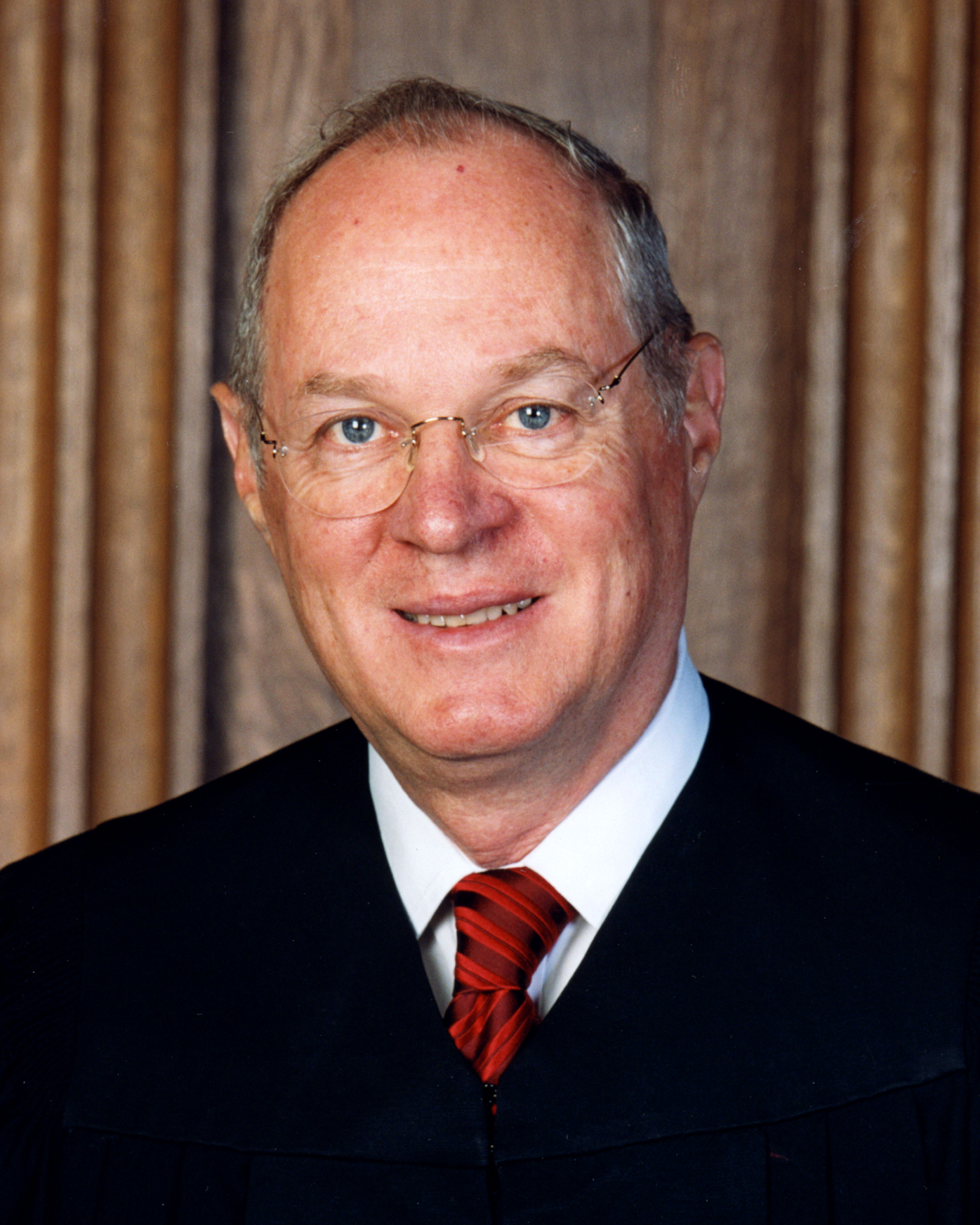
O juiz Anthony Kennedy, autor do parecer da Suprema Corte.

Os casais do mesmo sexo apresentaram uma petição de certiorari à Suprema Corte dos EUA em 17 de novembro, com uma única questão para consideração: “Se um estado viola a Décima Quarta Emenda da Constituição dos EUA ao negar aos casais do mesmo sexo o direito de se casarem”. Em 24 de novembro, o Procurador Geral Schuette apresentou um documento à Suprema Corte apoiando a petição de certiorari dos casais do mesmo sexo.
Em 16 de janeiro de 2015, a Suprema Corte consolidou esse caso sob o nome Obergefell v. Hodges, 576 U.S. ___ (2015), com outros três casos relacionados ao casamento entre pessoas do mesmo sexo — Tanco v. Haslam (Tennessee), Obergefell v. Hodges (Ohio) e Bourke v. Beshear (Kentucky) — que contestavam leis estaduais que proibiam o casamento entre pessoas do mesmo sexo. O tribunal concordou em analisar os casos, estabelecendo um cronograma para a conclusão das instruções até 17 de abril e agendando a argumentação oral para 28 de abril de 2015. O tribunal solicitou às partes que respondessem a duas perguntas: “1) A Décima Quarta Emenda exige que um estado licencie um casamento entre duas pessoas do mesmo sexo? 2) A Décima Quarta Emenda exige que um estado reconheça um casamento entre duas pessoas do mesmo sexo quando o casamento foi legalmente licenciado e realizado fora do estado?”
A Suprema Corte dos EUA ouviu os argumentos orais em 28 de abril de 2015.
Em 26 de junho de 2015, a Suprema Corte decidiu, por 5 a 4, que a Décima Quarta Emenda exige que todos os estados concedam casamentos entre pessoas do mesmo sexo e reconheçam casamentos entre pessoas do mesmo sexo concedidos em outros estados. A decisão anulou a sentença anterior no caso Baker v. Nelson, que o Sexto Circuito havia citado como precedente.
A decisão no caso Obergefell v. Hodges coincidiu com o segundo aniversário da decisão do caso United States v. Windsor, que derrubou a Seção 3 da Lei de Defesa do Casamento (DOMA), que negava o reconhecimento federal de casamentos entre pessoas do mesmo sexo. Também ocorreu no décimo segundo aniversário da decisão do caso Lawrence v. Texas, que declarou inconstitucionais as leis de sodomia em 13 estados. A opinião de cada juiz sobre Obergefell foi consistente com sua opinião em Windsor. Em ambos os casos, o juiz Kennedy foi o autor da opinião da maioria e foi considerado o “voto decisivo”.